# هوانگانگ
هوانگانگ (به لاتین: Huanggang) یک شهر مرکزی در جمهوری خلق چین است که در هوبئی واقع شده‌است.

## خصوصیات
هوانگانگ ۱۷٬۴۴۶٫۶۳ کیلومترمربع مساحت و ۶٬۱۶۲٬۰۶۹ نفر جمعیت دارد.